# Antonio Lotti
Antonio Lotti (* 5. Januar 1667 in Venedig; † 5. Januar 1740 ebenda) war ein italienischer Komponist.

## Leben
Antonio Lotti war der Sohn von Matteo Lotti, einem kurfürstlichen Kapellmeister am Hof in Hannover. Als Kind sang Lotti im Chor des Markusdoms in Venedig. Seine künstlerische Ausbildung erhielt er durch Domkapellmeister Giovanni Legrenzi. Durch dessen Unterricht und Förderung war es Lotti möglich, bereits mit 16 Jahren mit der Oper Giustino zu debütieren. Am 31. Mai 1692 wurde er als 2. Organist der Markuskirche berufen; zuvor hatte er bereits sein Können als Aushilfsorganist unter Beweis gestellt. Am 17. August 1704 avancierte er als Nachfolger von Giacomo Spada zum 1. Organisten.
1716 komponierte er für den Wiener Hof die Oper Costantino, deren Partitur heute in der Österreichischen Nationalbibliothek aufbewahrt wird.
Als 1717 der Sohn des Kurfürsten August des Starken und spätere Kurfürst Friedrich August von Sachsen anlässlich seiner Grand Tour in Venedig weilte und dort Lottis Musik hörte, nahm er Verhandlungen mit ihm und seiner Frau, der Sopranistin Santa Stella auf, um sie an den Hof nach Dresden zu berufen, wo er die Absicht hatte, eine italienische Oper zu gründen. Lotti und seine Frau zusammen erhielten eine Gage von 9975 Talern. Damit waren sie ähnlich hoch bezahlt wie später Primadonna Faustina Bordoni und ihr Mann Johann Adolph Hasse als Sächsischer Hofkapellmeister.
Sein Debüt in Dresden gab Lotti am 25. Oktober 1717 mit der Oper Giove in Argo. Mit der Wiederaufführung dieser Oper sollten zwei Jahre später, am 3. September 1719 auch die Feierlichkeiten („Planetenfeste“) zur Hochzeit des sächsischen Kurprinzen Friedrich August und späteren Königs August III. von Polen mit der Tochter Kaiser Joseph I., Maria Josefa Benedikta Antonia Theresia Xaveria Philippine, Erzherzogin von Österreich, Prinzessin von Ungarn und Böhmen beginnen und das eigens dafür erbaute neue Opernhaus eingeweiht werden. Zur Karnevalsaison im Jahre 1718 brachte Lotti seine neue Oper Ascanio ovvero Gl’odi delusi dal sangue (UA Februar 1718 Dresden, Redoutensaal) auf die Bühne. Seinen Höhepunkt in Dresden erlebte Lotti mit seiner Oper Teofane. Deren Uraufführung am 13. September 1719 war eine der musikalischen Hauptattraktionen der Planetenfeste, in deren Rahmen aber auch die zwei Opern aus den Vorjahren, Giove in Argo (3. September 1719) und Ascanio ovvero Gl’odi delusi dal sangue (7. September 1719) wiederholt wurden.
Das Ende der Hochzeitsfeierlichkeiten läutete aber zugleich auch das Ende der ersten italienischen Oper am sächsischen Hofe ein. Im Oktober 1719 wurden Lotti und seine Frau Santa Stella aus sächsischen Diensten entlassen und verließen Dresden. Sie erhielten zum Abschied 160 Dukaten Reisegeld.
Im November 1719 kehrte Lotti nach Venedig zurück und komponierte nie wieder Opern, sondern Kammermusik oder kirchliche Musik.
Im Jahr 1731 kam es zum Skandal, als der berühmte Komponist Giovanni Bononcini fälschlicherweise die Urheberschaft des Madrigals In una siepe ombrosa von Lotti für sich beanspruchte. Es wurde aber eindeutig bewiesen, dass dieses Madrigal Lottis Sammlung Duetti, terzetti e madrigali von 1705 entnommen war. Lottis hervorragende Reputation wurde dadurch noch gesteigert.
Am 2. April 1736 berief man Lotti in das prestigeträchtige Amt des Maestro di Cappella der Markuskirche in Venedig. Dadurch wurde Lotti ein später Nachfolger von Claudio Monteverdi. Er hatte sich gegen die Mitbewerber Antonio Pollarolo, Nicola Porpora und Andrea Porta durchgesetzt. Durch seine Kompositionen war Lotti ziemlich wohlhabend geworden; dennoch wollte er nicht auf dieses Amt des Kapellmeisters verzichten. Außerdem war Lotti als hervorragender Lehrer bekannt: seine Schüler waren u. a. Domenico Alberti, Giovanni Battista Bassani, Baldassare Galuppi, Quirino Gaspari, Benedetto Marcello und Jan Dismas Zelenka. Auch hatte Lotti in dem Kollegen Johann Adolph Hasse einen begeisterten Anhänger gefunden.
Bereits 1736 ernsthaft erkrankt, starb Antonio Lotti im Alter von fast 75 Jahren am 5. Januar 1740 in Venedig. Begraben wurde er in der Kirche San Geminiano. Mit der Zerstörung der Kirche 1851 ging sein Grabstein verloren.

## Werke

### Weltliche Vokalmusik

#### Opern
- Il trionfo dell innocenza (Rinaldo Cialli), dramma per musica 3 Akte (Karneval 1693 Venedig)
- Tirsi (Apostolo Zeno), dramma pastorale 5 Akte (Pasticcio, Musik von Lotti, Antonio Caldara und Attilio Ariosti) (1696 Venedig)
- Sidonio (Pietro Pariati), dramma per musica 5 Akte (1706 Venedig)
- Achille placato (Urbano Rizzi), tragedia per musica 5 Akte (5. Februar 1707 Venedig)
- Teuzzone (Apostolo Zeno), dramma per musica (1707 Venedig)
- Il vincitor generoso (Francesco Briani), dramma per musica 3 Akte (1709 Venedig)
- Ama più che men si crede (Francesco Silvani), melodramma pastorale 3 Akte (1709 Venedig)
- Il comando non inteso et ubbidito (Francesco Silvani), dramma per musica (1710 Venedig)
- La Ninfa Apollo (Francesco de Lemene), scherzo comico pastorale 3 Akte (1710 Venedig) (zusammen mit Francesco Gasparini)
- Isacio tiranno (Francesco Briani), dramma per musica 3 Akte (1710 Venedig)
- Il tradimento traditor di se stesso (Francesco Silvani), dramma per musica 3 Akte (1711 Venedig)
- La forza del sangue (Francesco Silvani), dramma per musica 3 Akte (14. November 1711 Venedig)
- L'infedeltà punita (Francesco Silvani), dramma per musica 3 Akte (1712 Venedig) (zusammen mit Pollarolo)
- Porsenna (Agostino Piovene), dramma per musica 3 Akte (1713 Venedig)
- Irene augusta (Francsco Silvani), dramma per musica 3 Akte (22. November 1713 Venedig)
- Polidoro (Agostino Piovene), tragedia per musica 5 Akte (1715 Venedig)
- Foca superbo (Antonio Maria Lucchini), dramma per musica 3 Akte (Karneval 1716 Venedig)
- Ciro in Babilonia (Pietro Pariati), dramma per musica 3 Akte (1716 Reggio nell’Emilia)
- Costantino (Pietro Pariati?/Apostolo Zeno), dramma per musica 5 Akte (1716 Wien)
- Alessandro Severo (Apostolo Zeno), dramma per musica 3 Akte (26. Dez. 1716 Venedig, San Giovanni Grisostomo); EA Brüssel 1729 (Lottis letzte in Italien geschriebene Oper, ehe er nach Dresden ging)
- Giove in Argo (Antonio Maria Lucchini), melodramma pastorale 3 Akte (1717/1719 Dresden)
- Ascanio, ovvero Gli odi delusi dal sangue (Antonio Maria Lucchini), dramma per musica 3 Akte (1718 Dresden)
- Teofane (Stefano Benedetto Pallavicino), dramma per musica 3 Akte (13. Sept. 1719 Dresden [Zu den Feierlichkeiten anlässlich der Hochzeit des sächsischen Kurprinzen und späteren Kurfürsten Friedrich August III. von Sachsen mit der Erzherzogin Maria Josepha von Österreich])
- Li quattro elementi, carosello teatrale (1719 Dresden)

#### Kantaten
- A Clorinda, al suo bene für Sopran und B. c.
- Adorato Filen prima che manchi für Sopran und B. c.
- Alma te'l dissi pure für Sopran und B. c.
- A l'ombra d'un alloro für Kontra-Alt und B. c.
- Al piè d'un colle ameno für Sopran und B. c.
- Amor perché l'istessa fiamma für Sopran und B. c.
- Amor sa far le piaghe soavi für Sopran, Streichinstrumente und B. c.
- Ascolta Filli für Sopran und B. c.
- Aure care (I versione) für Sopran und B. c.
- Aure care (II versione) für Kontra-Alt und B. c.
- Bianca man, mano d'argento für Sopran und B. c.
- Cara Lidia adorata für Sopran und B. c.
- Cari numi für Sopran und B. c.
- Cedea Febo all'occaso für Sopran und B. c.
- Chari zephyri fontes für Sopran, 2 Oboen, Streichinstrumente und B. c.
- Che v'ami il mio core für Sopran und B. c.
- Chi ben ama ha sol piacere für Sopran, Streichinstrumente und B. c.
- Clori, mi comandate für Sopran und B. c.
- Clori, tu parti ed io lungi für Sopran und B. c.
- Clori, tu parti ed io qui resto für Sopran und B. c.
- Daliso io più non veggio für Sopran, Kontra-Alt, Streichinstrumente und B. c.
- Della mia bella Clori für Sopran und B. c.
- Dove sei, dolce mia vita für Kontra-Alt, Streichinstrumente und B. c.
- E pure un dolce dardo für Sopran und B. c.
- E un martir che fa morir für Kontra-Alt, Streichinstrumente und B. c.
- Favella al tuo core für Sopran, Oboe, Streichinstrumente und B. c.
- Filli crudel, spietata Filli für Sopran und B. c.
- Finché l'alba ruggiadosa für Kontra-Alt und B. c.
- Fra queste vi sono qualche für Sopran, Violinen und B. c.
- Fra questi alpestri für Sopran und B. c.
- Gelsomin che superbetto für Sopran und B. c.
- Già che dovrai penar für Sopran, Streichinstrumente und B. c.
- Già di giubilo für Kontra-Alt und B. c.
- Ha colei dal cielo il viso für Kontra-Alt, Streichinstrumente und B. c.
- Idrena idolo mio für Kontra-Alt und B. c.
- I cocenti sospiri für Sopran und B. c.
- Il mio cor non ha riposo für Sopran und B. c.
- Il tributo degli dei für 4 Stimmen und Streichinstrumente (1736)
- In alta rocca für Sopran und B. c.
- Io piango al tuo partir für Sopran und B. c.
- Io sospiro se vi miro für Sopran und B. c.
- Lagrime sventurate che pe' i fonti für Sopran und B. c.
- Lasciatemi piangere che di versare für Sopran und B. c.
- La speranza è come stella für Sopran und B. c.
- Le stelle fortunate für Sopran, Bass, Streichinstrumente und B. c.
- Lidia, amor che si pasce für Sopran und B. c.
- Lidia, t'amai nol niego für Sopran und B. c.
- Lilla, del tuo bel foco für Kontra-Alt und B. c.
- Lusinghiera bellezza in dolce pena für Sopran und B. c.
- Ma confuse e vergognose für Sopran, Streichinstrumente und B. c.
- Meco vieni e sorgerai für Kontra-Alt, Streichinstrumente und B. c.
- Mi dispiace in amor für Sopran, Violine und B. c.
- Mi forza di morir Fillide für Sopran und B. c.
- Mirai, e fu lo sguardo für Kontra-Alt und B. c.
- Mira sul verde für Sopran und B. c.
- Occhi veri pupilli für Sopran und B. c.
- Oh pastorello gentile e bello für Sopran und B. c.
- Partirò ma tutti aurete für Kontra-Alt, Streichinstrumente und B. c.
- Pastori, se vedete all'or ch'il sole für Sopran und B. c.
- Per far fede à chi non crede für Sopran, Violine und B. c.
- Per mirar chi è la mia luce für Sopran, Streichinstrumente und B. c.
- Per rendersi gradito (1. Version) für Sopran und B. c.
- Per rendersi gradito (2. Version) für Kontra-Alt und B. c.
- Piange il fiore, piange il prato für Sopran, Violinen und B. c.
- Qual'arde la Fenice für Sopran und B. c.
- Quanto per te soffersi für Sopran und B. c.
- Quanto siete fortunate für Sopran und B. c.
- Quest'alma non disprezza für Sopran, Streichinstrumente und B. c.

#### Sonstige
- Duetti, terzetti e madrigali (1705)

### Geistliche Vokalmusik

#### Oratorien
Die Musik zu den Oratorien ist verloren gegangen. Die Jahreszahl und der Ort beziehen sich auf die Uraufführung.
- La Giuditta (1701)
- Gioas re di Giuda (Libretto von Zaccaria Valaresso, ca. 1701, Venedig)
- San Rinaldo (1702, Venedig)
- Il voto crudelo (Libretto von Pietro Pariati, 1712, Wien)
- Triumphus fidei (1712, Venedig)
- L'umiltà coronata in Esther (Libretto von Pietro Pariati, ca. 1714, Wien)
- Il ritorno di Tobia (Libretto von G. Melani, 1723, Venedig)

#### Sonstige
- Messa für 4 Stimmen in C-Dur
- Crucifixus für 8 Stimmen in c-Moll
- Dixit Dominus für Soli, Chor und Orchester

### Instrumentalmusik
- Concerto in D-Dur für Oboe d’Amore
- 6 Sinfonie
- 2 Quartette für 2 Oboen und 2 Fagotte
- Sonata für Oboe d’Amore, Blockflöte und B. c. in C-Dur
- Sonata für Blockflöte, Viola da Gamba und B. c.
- Sonata für 2 Oboen, Fagott oder Kontrabass
- 6 Sonate für Violine und B. c.
- La ragazza mal custodita (ballo comico per il clavier)

## Schüler
- Michelangelo Gasparini